# Эггердинг
Эггердинг (нем. Eggerding) — коммуна (нем. Gemeinde) в Австрии, в федеральной земле Верхняя Австрия. 
Входит в состав округа Шердинг.  Население составляет 1253 человека (на 31 декабря 2005 года). Занимает площадь 22 км². Официальный код  —  41406.

## Политическая ситуация
Бургомистр коммуны — Йохан Хингзамер (АНП) по результатам выборов 2003 года.
Совет представителей коммуны (нем. Gemeinderat) состоит из 19 мест.
- АНП занимает 14 мест.
- СДПА занимает 3 места.
- АПС занимает 2 места.